# 桑原淳一
桑原 淳一（くわばら じゅんいち、1956年2月11日 - ）は、東京都江戸川区平井出身の元ボートレーサー。
息子の将光は現役のボートレーサー。

## 来歴
江戸川競艇場の目の先である平井で育ったが、1975年5月8日に多摩川で初出走を迎える。ちなみに東京支部の選手は基本的に平和島か多摩川でデビューすることになっているが、ホームプールは地元中の地元の江戸川になった。
当時の江戸川は千葉出身の選手が大活躍していたが、3年目の1977年9月6日に江戸川で初優勝を飾り、桑原は千葉の選手に交じって江戸川で頭角を表す。特に波乗りが上手いわけではなく、ターンスピードがあるわけでもなく、スタートもいたって普通であったが、江戸川の水面を熟知していたためにそつのないハンドルで勝利を量産。
最初は全国的にも名が知られてはいなかったが、B級からA級に昇格し始めた頃から、徐々に関東地区の記念にも呼ばれるようになる。1985年の江戸川開設30周年記念「全日本モーターボートグランプリ」でイン逃げを決めてGI初制覇を果たすが、優勝インタビューでは「とにかく緊張しました。何も覚えていません」と語った。当時は「地元のアンちゃんが地元の記念でたまたま勝ったんだろう」と高を括っていた記者もいたが、その後も桑原は成長を続け記念には欠かせない存在となる。当然、SGにも顔を出すようになって、豪快なまくりを武器に、1990年代のSG戦線を沸かせて長く東京支部を牽引。優勝こそないものの、準優勝3回という全国レベルのスター選手へと変貌を遂げた。
当時の東京支部は長らくスター選手不在という時代であったが、桑原に触発されて、西田靖、長岡茂一、熊谷直樹、濱野谷憲吾、三角哲男、石渡鉄兵などが活躍し始めた。
1991年には住之江で行われた第1回GC決定戦競走に優出し、西田とワンツーの2着に入った。同年に尼崎で行われた第38回全日本選手権競走、1993年に福岡で行われた第39回モーターボート記念競走では原田順一とデッドヒートを繰り広げて共に2着。
2004年の第5回競艇名人戦競走（住之江）で3度目の原田との対決になったが、優勝は大森健二で、原田は2着、桑原は6着に終わった。
GIは6勝し、江戸川10勝を含む通算優勝回数52回の実績を残しており、最後の優勝は2005年6月20日の宮島一般戦「第5回JLC杯競走」で、2号艇3コース進入からまくりを決めてのものであった。
最後の優出は準優での親子対決を制して勝ち上がった2013年5月4日の多摩川一般戦「第20回多摩川さつき杯」で、結果は3号艇3コース進入で6着に終わった。
2013年は最初こそ4月に引退する予定であったが、将光に「江戸川で仕事が残ってるんじゃない?」って言われて続行。6月7日の江戸川一般戦「第12回JLC杯」最終日が引退日となり、前日の6日・5日目1Rで2号艇2コース進入からまくりを決め、江戸川通算200勝を達成。当日は「おめでとう桑原選手江戸川200勝」の名が付いた3Rで、1号艇1コースからイン戦を押し切って最後の勝利となる通算1654勝目を挙げる。最後の出走となった8Rは「ありがとう桑原選手引退記念」と名が付いたが、4号艇4コース進入でカド26トップタイスタートも同じく26トップタイスタートの3号艇鹿島敏弘が捲りに出たので捲り差しに構えたところ、1号艇黒柳浩孝が壁になって行き場を無くしてしまい5着に終わった。9R展示後に水神祭、11R発売中に引退セレモニーが行われ、セレモニーには石渡と作間章が花束プレゼンターとして出席したが、将光は戸田一般競走前検日の為参加できなかった。思い出のレースはと聞かれると、「江戸川の30周年を勝てた時と去年の大江戸賞（最終日9R）で将光とワンツーできた時」と答えている。
プロペラグループ「TMR」を結成し、矢後剛、阿波勝哉、息子の将光が所属していた。
現在はボートレースアドバイザーとして活動し、JLCに解説者として出演。YouTubeで「jkikakuチャンネル」も立ち上げ、過去の勇姿などをアップしている。

## 獲得タイトル
- 1985年 - 江戸川開設30周年記念「全日本モーターボートグランプリ」競走
- 1987年 - 関東地区選手権競走（江戸川）
- 1990年 - 鳴門開設37周年記念競走
- 1992年 - モーターボート大賞競走（福岡）、津開設40周年記念競走
- 1994年 - 関東地区選手権競走（平和島）